# رحمت‌الله نوروزی
رحمت‌الله نوروزی نمایندهٔ دورهٔ نهم،  یازدهم و دوازدهم مجلس شورای اسلامی از حوزهٔ انتخابیهٔ  علی‌آباد کتول در استان گلستان است. او عضو کمیسیون اجتماعی مجلس شورای اسلامی از حوزهٔ انتخابیهٔ  علی‌آباد کتول در استان گلستان است..